# Grafmonument van de familie Graaf
Het grafmonument van de familie Graaf op het kerkhof bij de  Sint-Laurentiuskerk in de Nederlandse plaats Oudorp is een rijksmonument. Het grafmonument is in 1872 ontworpen door A.C. Bleijs, wanneer de tombe gebouwd is, is niet duidelijk.

## Situering
Het grafmonument staat naast het priestergraf op het kerkhof naast de Sint-Laurentiuskerk. De kerk, het kerkhof en verschillende graven op het kerkhof zijn in 2002 individueel aangewezen als rijksmonument. Het monument werd in 1872 ontworpen door de Hoornse architect Adrianus Bleijs in een neoclassicistische stijl. Vermoedelijk werd het graf in opdracht van Christina Bleeker ontworpen, naar aanleiding van het overlijden van haar man Cornelis Graaf (1871). Bleeker werd zelf in 1877 bijgezet.
In de grafkelder is plaats ontworpen voor acht kisten. Bleijs heeft de kelder ontworpen als een ruimte die aan de achterzijde van het monument toegankelijk zou zijn via een trap van twee treden en afgesloten met een houten deur. Rechtsonder, naast de deur, is het graf gesigneerd. Door verwering is het echter onleesbaar geworden. Het monument is vormgegeven als een hardstenen graftombe op een natuurstenen plateau of plint, met achter de tombe een drie meter hoge grafsteen. De grafsteen is gehouwen uit crèmekleurig kalksteen. Het bestaat uit een hoog middengedeelte, met driehoekig fronton en daarop een Latijns kruis. In het fronton is een zwart geverfde vlinder geplaatst, deze staat symbool voor de sterfelijke ziel. Aan weerszijden van de vlinder staan zwarte krulmotieven. Onder het fronton, in het fries, zijn ingelegde cirkelmotieven geplaatst. Deze zijn gemaakt van zwartgeverfde hardsteen. Vanuit een ronde nis komt een borstbeeld van een engel in hoogreliëf, die een banderol met daarop de tekst rust in vrede vasthoudt. Onder de nis hangt een lauwerkrans. Naast het middengedeelte staan twee lagere zijstukken met daarop de namen van de familieleden die er begraven liggen. Ook deze stukken worden gedekt door een fronton, al staan deze haaks op het middenstuk. Deze worden beide bekroond door een palmet.
Om het graf staan vijf ronde gietijzeren pilaren met daaraan smeedijzeren schakelkettingen. De pilaren zijn 1,08 m hoog en worden bekroond door een dennenappel. De kettingen bestaan uit schakels die afwisselend langwerpige of ruitvormige schakels.
De laatste persoon die bijgezet werd, in 1932, was de priester Johannes Franciscus Graaf. 